# فرجان لوشاوشة (لمزوضية)
فرجان لوشاوشة هي إحدى مشيخات المملكة المغربية، تتبع جغرافيا لإقليم شيشاوة وإداريًا للمزوضية. يقدر عدد سكانها بـ 12270 نسمة حسب الإحصاء الرسمي للسكان والسكنى لسنة 2004.